# Радегаст (король ободритов)
Радегаст I (Радагаст или Радегаст II; VI век — 664) — упоминающийся в поздних генеалогиях легендарный последний король племени вандалов и герулов, основатель великокняжеской династии, правившей союзом ободритов несколько сотен лет (на самом деле основатель княжеской династии Виславичи считается его преемник и сын Вислав).

## Биография
Э. Шедий отождествлял Радегаста I с королём герулов Радагайсом, который во времена императора Гонория с огромным войском вторгся в Италию в 405 году. Радагайс был женат на Целле. Если верить этой гипотезе, то Радегаст I является далёким потомком (10 поколений) короля вандалов Алимера (? — 96 до н. э.), женатом на женщине по имени Ида с острова Рюген.
С. Бухгольц считал, что Радегаст I (король ободритов) в вандальской хронике именовался как Радегаст II, а Радегаст I — это его далёкий предок, погибший в 406 году. В таком случае происхождение Радегаста II было таковым:
- Радегаст I (336—406)
  - Круско (351/352 — 406)
    - Фредубальд (370—449)
      - Гундерих (около 395—459)
        - Гейзерих (428—477)
          - Вислав II (около 450—486)
            - Альберих II (около 470—508)
              - Альберих III (486—526)
                - Иоганн I (около 520—570)
                  - Радегаст II